# Wim Mertens
Wim Mertens (Neerpelt, Bélgica, 14 de maio de 1953) é um compositor, contratenor, vocalista, pianista, guitarrista e musicólogo belga.

## Biografia e Obra
Wim Menters é um cantor, compositor, pianista, violonista e musicólogo que nasceu em 1953 na cidade de Neerpelt, Bélgica. Estudou Ciências Políticas e Ciências Sociais na Universidade de Leuven (graduando-se em 1975) e musicologia na Universidade de Gent. Também estudou teoria musical e piano no Ghent Conservatory e no Royal Conservatory of Brussels. Em 1978, tornou-se produtor na então BRT (Belgian Radio and Television, hoje chamada Vlaamse Radio- en Televisieomroep). Para a Radio 2 (Radio Brabant) ele produziu concertos de Philip Glass, Steve Reich, Terry Riley, Meredith Monk, Urban Sax, dentre outros, além de ter apresentado o programa Funky Town junto com Gust De Meyer (com quem ele gravou o álbum experimental For Amusement Only). Mertens começou a desenvolver sua reputação após os álbuns "Struggle for Pleasure" e "Maximizing the Audience" (no qual introduziu a marca vocal característica de sua obra), o qual foi composto para a peça teatral "The Power of Theatrical Madness", de Jan Febre, sendo premiada em 1984 em Veneza, Itália. O estilo de Mertens evoluiu continuamente durante o curso de sua prolífica carreira, passando por um estilo experimental e de vanguarda, sempre orbitando o minimalismo, preservando, entretanto, uma base melódica em suas explorações por outros campos artísticos. A qualidade de suas composições fizeram com que muitas de suas obras ultrapassassem os rótulos musicais, alcançando amplas audiências, embora oriundas de um contexto distante da música popular. Sua obra possui uma ampla variedade de formatos: dos solos de piano a conjuntos de música de câmara e orquestra sinfônica, freqüentemente escrevendo para instrumentações incomuns, como doze piccolos, dez trombones baixos ou treze clarinetes. Em seu trabalho identificamos 3 grandes marcas:
1) Composições para ensemble, talvez seu material mais acessível e "comercial".
2) Solos para piano e composições para canto, os quais são frequentemente acompanhadas pelo timbre único de Mertens, expressando-se através de uma linguagem criada por ele mesmo para suas canções. Em uma entrevista concedida em 1987 para o programa "Estación de Perpiñan", Mertens aborda esse ponto de sua criação: "(...) eu sei que me comunico melhor quando não necessito de tanta precisão, algo que me oprime, me limita e me produz mal estar".
3) Composições cíclicas, minimalistas e experimentais, para solo, duetos ou grupos maiores.
Mertens realizou mais de 60 álbuns, a maioria deles tendo sido distribuídos pela Les Disques du Crépuscule entre os anos de 1980 até 2004. O música também fez a curadoria de uma série de trabalhos para a Crépuscule, contando com obras da época clássica e do jazz contemporâneo. 
Em agosto de 2007, Mertens assinou um contrato com a EMI Classics (hoje Warner Classics) para todo o seu catálogo. Em Janeiro de 2018 o selo relançou toda sua obra. A EMI Music também produziu os novos trabalhos de Mertens, começando pelo seu álbum "Receptacle", em 24 de Setembro de 2007. Nesse álbum Wim Mertens escolheu trabalhar com uma orquestra composta apenas por mulheres. Mas não seria a primeira vez que Mertens trabalhou com a EMI. Já em 1999, através da EMI Classics, o músico realizou a trilha sonora do filme Molokai: The Story of Father Damien, de Paul Cox.
Mertens também escreveu o livro "American Minimal Music", que aborda a música minimalista americana através dos trabalhos de LaMonte Young, Terry Riley, Steve Reich, and Philip Glass.

## Na Cultura Popular
A obra de Mertens está presente em vários campos da arte (música, teatro, filmes). Alguns exemplos disso são:
- A trilha sonora do documentário brasileiro Nós que aqui estamos por vós esperamos (1999), de Marcelo Masagão, é integralmente composta por obras clássicas de Wim Mertens, como "Struggle for Pleasure", "Maximizing the Audience", "Darpa", "4 mains", dentre outras. O filme conta a história de grandes eventos do século XX à partir de imagens de arquivo, assumindo uma linguagem muito semelhante à observada na trilogia de filmes Qatsi. Em 2003 e 2007 o músico também compôs a trilha sonora de dois outros filmes dirigidos por Masagão: "1,99: um supermercado que vende palavras" e "Otávio e as Letras", respectivamente.
- Com o mesmo título, a coleção de música eletrônica Café del Mar apresenta em seu 5º volume a música "Close Cover", uma das mais melódicas e clássicas obras do autor.
- A música "Struggle for Pleasure" foi usada no projeto belga de dança Minimalistix em 2000, e chegou ao TOP 40 nas paradas de muitos países europeus, como Reino Unido, Bélgica e Holanda. A música "Close Cover" também foi usada pelo mesmo grupo.
- O romance de James Bond "High Time to Kill" (Raymond Benson, 1999) contém uma referência passageira à música de Wim Mertens, em que os personagens do romance comentam sobre a música tocando em um café. Benson, o quarto romancista oficial de James Bond, é fã da música de Mertens. A referência é um pouco irônica, dado o interesse pela cultura de James Bond, demonstrada por Michel Duval, o fundador do Les Disques du Crépuscule.
- "Struggle for Pleasure" também inspirou uma das mais influentes faixas eletrônicas de dance music - Energy 52's trance music, projeto chamado "Café Del Mar", lançado pela primeira vez na Eye Q Records em 1993. Tornou-se sucesso em 1997 com o remix Three'n One, e Nalin & Kane remixados em 1998. Em abril de 2011, a música ocupou o primeiro lugar no Top 20 Dance Tracks dos últimos 20 anos.
- "Struggle for Pleasure" também é freqüentemente usada em propagandas do provedor de telecomunicações belga Proximus.
- Sua canção "Iris" foi usada como trilha sonora da campanha comercial das Forças Armadas Suecas "Vi lämnar Sverige ifred" ("deixamos a Suécia em paz") durante o outono-inverno de 2017.

## Discografia
- 1980 - For Amusement Only - The Sound of Pinball Machines
- 1982 - At Home - Not At Home
- 1982 - Vergessen
- 1983 - Close Cover
- 1983 - Struggle for Pleasure
- 1984 - The Power of Theatrical Madness (Edição Limitada)
- 1984 - A Visiting Card
- 1985 - Usura (com a banda Soft Verdict)
- 1985 - Maximizing the Audience
- 1986 - Close Cover (2)
- 1986 - A Man of No Fortune, And with a Name to Come
- 1986 - Hirose
- 1986 - Instrumental Songs
- 1987 - Educes Me
- 1987 - The Belly of an Architect
- 1988 - Whisper Me
- 1988 - After Virtue
- 1989 - Motives for Writing
- 1990 - No Testament
- 1990 - Play for Me
- 1991 - Alle Dinghe Part III: Alle Dinghe
- 1991 - Alle Dinghe Part II: Vita Brevis
- 1991 - Alle Dinghe Part I: Sources of Sleeplessness
- 1991 - Stratégie De La Rupture
- 1991 - Hufhuf (canção tirada de Stratégie De La Rupture, incluindo material)
- 1992 - Houfnice
- 1992 - Retrospectives Volume 1
- 1992 - Shot and Echo
- 1993 - A Sense of Place
- 1994 - Epic That Never Was
- 1994 - Gave Van Niets [Promo] [1994-11]
- 1994 - Gave Van Niets Part IV: Reculer Pour Mieux Sauter [1994-11]
- 1994 - Gave Van Niets Part III: Gave Van Niets [1994-11]
- 1994 - Gave Van Niets Part II: Divided Loyalties [1994-11]
- 1994 - Gave Van Niets Part I: You'll Never Be Me [1994-11]
- 1995 - Jeremiades [1995-04]
- 1996 - Entre Dos Mares [1996]
- 1996 - Lisa [1996-04]
- 1996 - Jardin Clos [1996-10]
- 1996 - As Hay in the Sun [1996-10]
- 1996 - Piano & Voice [1996-12]
- 1997 - Sin Embargo [1997-10]
- 1997 - Best Of [1997-11]
- 1998 - In 3 or 4 Days (Canção de  "Integer Valor", incluindo material inédito)
- 1998 - Integer Valor
- 1998 - And Bring You Back
- 1999 - Father Damien
- 1999 - Integer Valor - Intégrale
- 1999 - Kere Weerom Part III: Decorum
- 1999 - Kere Weerom Part II: Kere Weerom
- 1999 - Kere Weerom Part I: Poema
- 2000 - If I Can
- 2000 - Rest Meines Ichs (Canção que acompanha "Der Heisse Brei", não vendido separadamente)
- 2000 - Der Heisse Brei
- 2001 - At Home - Not At Home
- 2001 - Aren Lezen [Promo]
- 2001 - Aren Lezen Part I: If Five Is Part Of Ten
- 2001 - Aren Lezen Part II: Aren Lezen
- 2001 - Aren Lezen Part III: Kaosmos
- 2001 - Aren Lezen Part IV: aRe
- 2002 - Years Without History Volume 1 - Moins De Mètre, Assez De Rythme
- 2002 - Years Without History Volume 2 - In The Absence Of Hindrance
- 2002 - Years Without History Volume 3 - Cave Musicam
- 2002 - Wim Mertens Moment Box set featuring Vergessen, Ver-Veranderingen (previamente gravado em 1981, mas inacabada), The Belly of an Architect, Struggle for Pleasure, Motives for Writing, Maximizing the Audience, Instrumental Songs, If I Can, For Amusement Only, Educes Me, At Home - Not At Home, After Virtue, A Man of No Fortune, And with a Name to Come
- 2003 - Years Without History Volume 4 - No Yet, No Longer
- 2003 - Skopos
- 2004 - Years Without History Volume 5 - With No Need For Seeds
- 2004 - Shot and Echo/A Sense of Place (incluindo material inédito)
- 2005 - Un respiro
- 2006 - Partes Extra Partes
- 2007 - Receptacle
- 2008 - Platinum Collection
- 2008 - L'heure du loup
- 2008 - Years Without History vol. 1-6 boxset (vol. 6, disponível apenas em boxset)
- 2008 - Years Without History Volume 7: Nosotros
- 2009 - Music and Film (3-CD boxset com 20 trilhas inacabadas)
- 2009 - The World Tout Court
- 2009 - QUA (Uma caixa com 37 CDs já lançados, incluindo:Alle Dinghe)
- 2010 - Zee Versus Zed
- 2011 – Series of Ands/Immediate Givens (2-CDs, dois álbuns separados lançados em conjunto)
- 2011 – Open Continiuum / Tenerife Symphony Orchestra(OST) (2-CDs e um DVD)
- 2012 – Struggle for Pleasure / Double Entendre (2-CDs: uma reedição e o outro original)
- 2012 – A Starry Wisdom
- 2012 – When Tool Met Wood
- 2015 – Charaktersketch
- 2016 – What are we, locks, to do?
- 2016 - Dust of Truths
- 2017 - Cran Aux Oeufs (Tríptico composto pelos álbuns: Charaktersketch, What are we, locks, to do? e Dust of Truths)
- 2018 - That Which Is Not